# Henry de Percy (1er baron Percy)

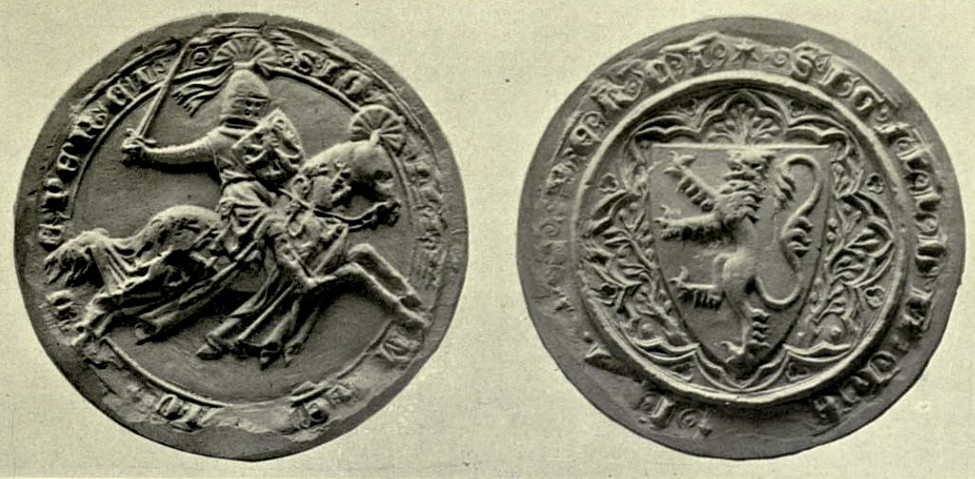
Sceau de Henry Percy apposé sur la « Lettre des Barons » (1301) : SIGILLUM HENRICI DE PERCY /SIGILLUM HENRICI DE PERCI.

Henry de Percy, 1er baron Percy d’Alnwick (25 mars 1273 au château de Petworth dans le Sussex – mort en octobre 1314 au château d'Alnwick) est un important baron anglais de la fin du XIIIe siècle.
Il combattit les Gallois et les Écossais aux côtés du roi Édouard Ier et fut rétribué par l'octroi de nombreuses terres en Écosse, qui furent reprises par les Scots de Robert Bruce. Il accrut son patrimoine de la terre d'Alnwick, et fonda une dynastie de lords des Marches du Nord de l'Angleterre. Opposé au retour d'exil de Piers Gaveston, il se rebella contre le roi Édouard II et, malgré la victoire de son parti, fut emprisonné sur ordre de la Couronne  pendant les pourparlers de paix. Relâché sous la pression des comtes d'Angleterre, il refusa de combattre à Bannockburn dans l'armée d’Édouard II et mourut quelques mois plus tard dans son château d'Alnwick ; il n'avait que 41 ans.

## Héritage
La naissance d'Henri, sept mois après la mort de son père fin 1272, sauva la famille Percy de l'extinction, ses deux frères aînés étant morts en bas âge, et ses six oncles n'ayant pas laissé d'héritier légitime. Son père était un modeste baron du Yorkshire, le baron de Topcliffe, mais sa mère, Eleanor de Warenne, était une fille du comte de Surrey par Alix de Lusignan (v. 1229-1256), demi-sœur du roi Henri III. Henri put s'appuyer sur son grand-père, John de Warenne.

Armoiries de Percy (ancient): D’azur, cinq fusils à fasce or

En 1293, Henri entra en possession de ses terres du Sussex et du Yorkshire, y compris le vieux château paternel de Topcliffe. En 1294, il épousa Eleanor, fille du comte d'Arundel. Il décida alors de changer le blason de sa famille : D’azur, cinq fusils à fasce or (Percy ancient) en Or, un lion rampant azur (Percy modern). L'azur et le sable étaient les couleurs des comtes de Warenne, et le lion rampant figurait dans les armes de la maison d'Arundel (mais Lord de Walden relève que c'étaient les armes du Brabant). Ce changement manifeste les liens avec la haute aristocratie du royaume et la famille royale, et affirme une ambition. Cette même année, Henri partit à la guerre pour la première fois, appelé à combattre en France, mais finalement appelé par Édouard Ier à écraser la rébellion galloise : il y apprit à se battre, à commander et à approvisionner ses troupes.

## Mariage et famille
Henri de Percy épousa Eleanor FitzAlan, fille du comte d'Arundel, et eut deux fils:
- Henry de Percy, 2e baron de Percy, (né en 1299), qui lui succéda, et
- Guillaume de Percy (né vers 1303-1355)

## La campagne d’Écosse

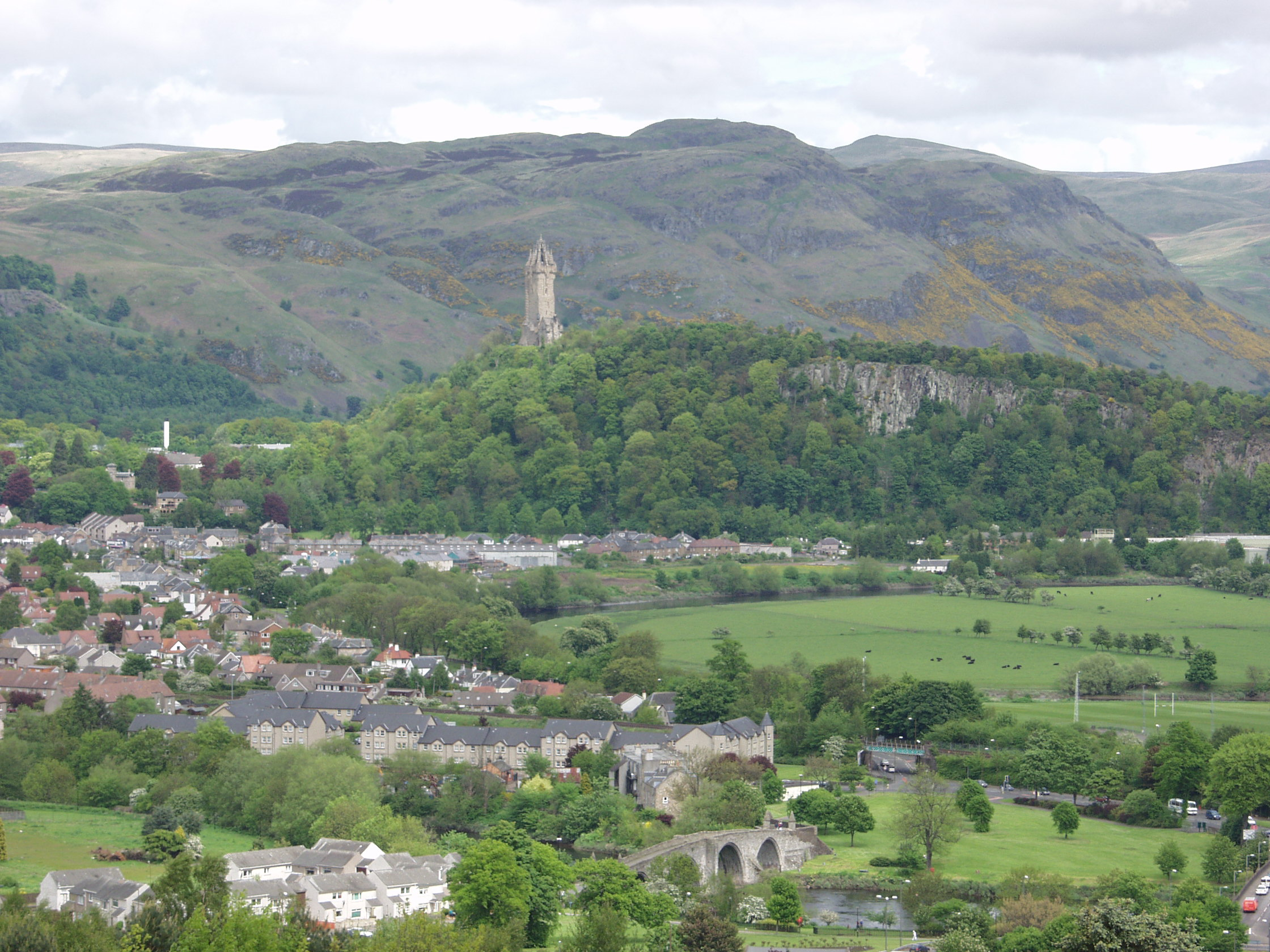
Le château de Stirling avec, au premier plan, le pont et, à mi-distance, le Monument Wallace.

À l'été 1295, Henri se trouvait dans le nord aux côtés de son grand-père, le comte de Warenne. Le mépris déclaré d'Édouard Ier envers le roi écossais Jean Balliol et sa chevalerie rendait la guerre inévitable. Toutefois, le roi Édouard chargea le comte de Warenne, beau-père de Jean d’Écosse, de négocier : en effet, Philippe le Bel venait de reprendre l'Aquitaine à la Couronne d'Angleterre et s'apprêtait à négocier un traité avec les Scots pour ouvrir un second front contre Édouard. Au mois de mars 1296, l'armée d'Édouard Ier encercla Berwick-upon-Tweed, alors la plus grande ville d’Écosse et important port de mer. C'est en ce lieu que Percy fut adoubé par le roi le 30 mars. La ville tomba dans la journée et le roi, auquel les assiégés avaient montré leurs postérieurs des remparts en signe de mépris, ordonna de passer tous ses habitants, sans distinction d'âge ou de sexe, par le fil de l'épée ; selon le Scotichronicon, il y aurait eu 7 500 victimes.

## Baron et seigneur écossais
Au début de l'an 1299, le roi, outre quelques terres en Angleterre et au sud-ouest de l’Écosse, attribua le fief d'Ingram Balliol, qui s'était soulevé, à Henry Percy, non seulement pour le rétribuer, mais aussi pour l'inciter à poursuivre les conquêtes en Écosse. Le roi l'invita à paraître comme pair au Parlement, l'élevant par décret au rang de baron, dont sa famille n'avait jusque-là que le titre par ses terres. Percy, bon officier et administrateur capable, était entré dans la faveur royale. Il passa la fin de l'année en escarmouches avec la guérilla écossaise, et l'été suivant repartit en campagne avec le roi, sans toutefois atteindre d'autre objectif que la prise du château de Caerlaverock au terme d'un long siège, qu'il mena aux côtés du comte de Warenne, maintenant très âgé. Voici l’armorial composé en vers anglo-normands pendant le siège de Caerlaverock par leurs hérauts :

« Johans li bons Quens de Warenne

De l’autre chel avoit la renne

A justicer e governer,

Cum cil ky bien savoit mener

Gent segnourie e honnouree

De or e de asur eschequere

Fu sa baniere noblement.

E ot en son assemblement
 
Henri de Percy, son nevou,

De ky sembloit ke eust fait vou 

De aler les Escos derompant ;
 
Jaune o un bleu lyon rampant 

Fu sa baner bien vuable. »

Armes des comtes de Warenne: Chequy or and azure

— Howard de Walden, Some Feudal Lords and their Seals, pp.4,43
En février 1303, Percy fut envoyé vers le nord avec la chevalerie commandée par Johannes de Seagrave, qui fut défait à Roslin. Il rallia l'offensive estivale du roi Édouard, qui occupa Dunfermline au début de novembre. Robert Bruce venait une nouvelle fois de renverser les alliances et appuyait Édouard d'Angleterre : au mois de février 1304, la plupart des Scots négocièrent une trêve avec les Anglais. Henry Percy aurait joué un rôle important dans ces négociations. Seul le château de Stirling résistait encore : la reine d'Angleterre, Marguerite, assista en personne à la destruction des remparts sous les coups des catapultes au printemps 1304.

## Fondateur de la Maison de Northumberland

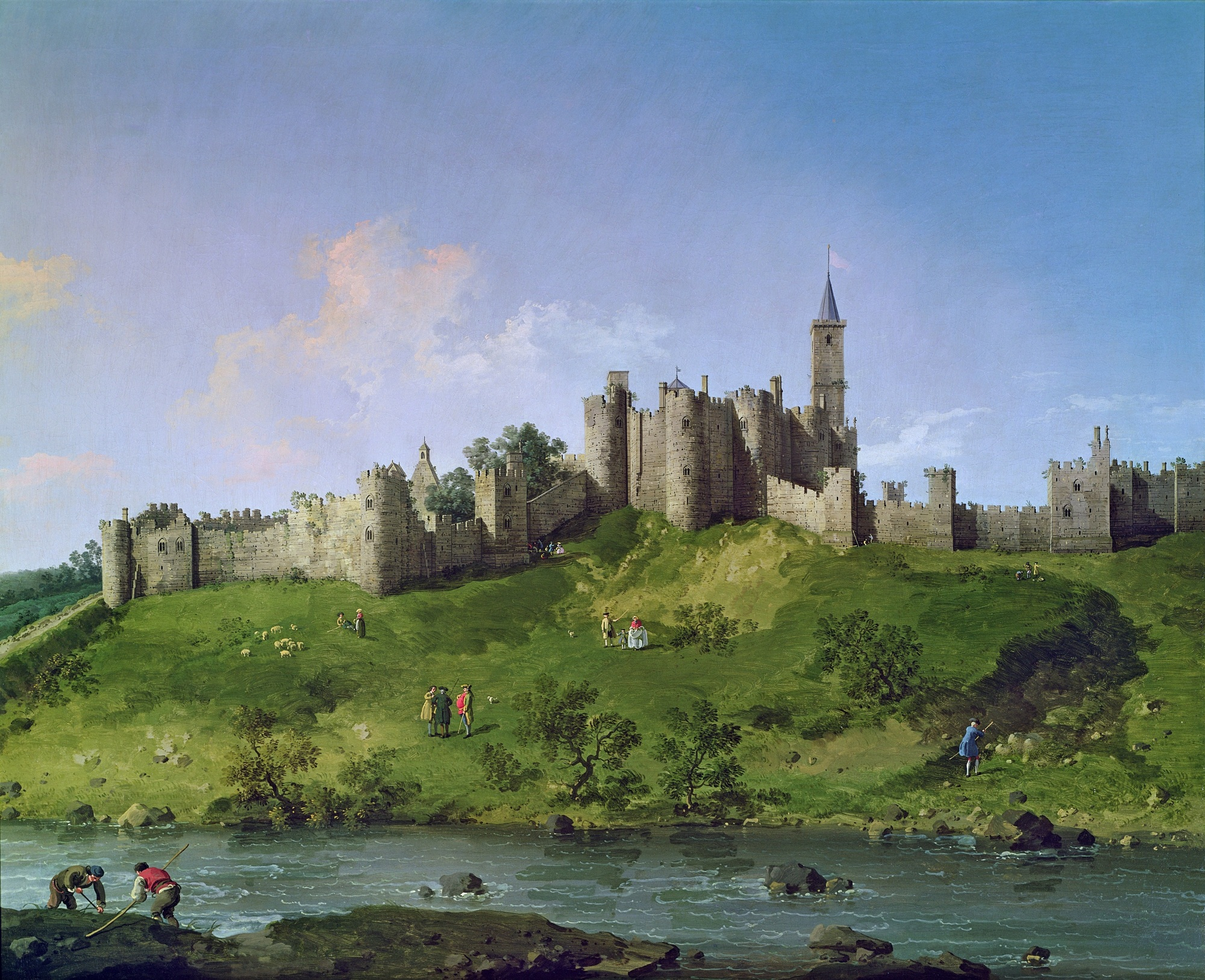
Le château d'Alnwick par Canaletto.

En 1309, Henri racheta le château d'Alnwick au prince-évêque de Durham Anthony Bek : cette place-forte lui donnait une base d'opération commode pour combattre les Écossais, tout en lui procurant des revenus annuels substantiels (environ 475 livres). Cette terre d'Alnwick avait été remise au prélat à la mort du dernier comte William Vesci, en 1297, par un bâtard du défunt, William Vesci de Kildare, lequel recevait en échange le reste des terres de son père dans le Yorkshire et le Lincolnshire, auxquelles il n'aurait pu prétendre sans l'autorité du prince-évêque. Pour réunir la somme demandée par Anthony Bek (quelque 4 666 £), Henri de Percy dut emprunter 2 666 £ à des prêteurs lombards. Dans l'année, Henri obtint un privilège royal l'autorisant à fortifier son manoir de Petworth et deux autres manoirs du Yorkshire.

## Le retour en grâce de Gaveston
À l'été 1309 Édouard II s'était efforcé d'amadouer les grands du royaume pour autoriser le retour de Piers Gaveston de bannissement, malgré l’opposition implacable du plus puissant des féodaux, le comte de Lancastre. Le 27 Juin 1309, Gaveston, rétabli à la tête du comté de Cornouailles, rentrait en Angleterre et montra bientôt qu'il ne s'était en rien assagi, traitant Lancastre de « ruffian » (Churl) et Warwick de « sale cabot » (Black Cur). Il semble qu'Henry Percy était alors accaparé par l'achat du château d'Alnwick ; quoi qu'il en soit, il se tint à l'écart des provocations de Gaveston.
Lors des sessions de février et mars 1310 du Parlement d'Angleterre, le roi fut mis en demeure de confier le gouvernement civil du royaume à 21 « Lords Ordainers. » En juin, Édouard II partit en campagne contre les Écossais, et Percy y combattit, à la différence d'autre barons ; mais Robert Bruce poursuivait sa stratégie de guérilla, et l'armée anglaise ne put rien obtenir de décisif, cependant que le mécontentement des comtes d'Angleterre augmentait. En mai 1311, Gaveston ordonna à Percy de défendre la ville de Perth, ne lui laissant que 200 chevaliers, alors que l'armée royale se repliait en Angleterre avec toute l'infanterie. Percy tint comme promis tout l'été et rentra à Londres en Octobre.
Les barons d'Angleterre contraignirent alors le roi à exiler Gaveston en Flandres, mais ce dernier, rétabli dans ses titres, revint à York dès le mois de janvier 1312, avec sa femme quasiment au terme de sa grossesse. Percy reçut l'ordre de lui remettre le Château de Scarborough. Une confrontation était désormais inévitable. Au mois d'avril, le roi et Gaveston furent chassés de Newcastle par l'arrivée soudaine d'une armée commandée par le comte de Lancastre, Percy et Clifford, et se réfugièrent à Scarborough. Dans la panique, ils avaient abandonné à leur sort la femme de Gaveston et sa fille nouveau-née, ainsi qu'un énorme trésor, dont l'inventaire prit quatre jours aux barons vainqueurs. Lancastre estima qu'il fallait s'en servir pour faire plier le roi. Gaveston assiégé dans le château de Scarborough par Percy, Clifford, les comtes de Warenne et de Pembroke, dut se rendre au bout d'un mois. Percy demeura à York, ses alliés emmenèrent Gaveston au sud à Warwick et le décapitèrent.
Le roi, voulant venger la mort de son favori, fit la paix avec les comtes d'Angleterre mais tenta de faire un exemple en s'en prenant au plus faible des rebelles, le baron Percy : il lui confisqua ses terres le 28 juillet 1312 et le fit emprisonner par le sheriff du Yorkshire ; mais les pourparlers s'éternisaient, les comtes posant comme un préalable la libération de Percy : Édouard dut le remettre en liberté en janvier 1313, et Percy fut solennellement pardonné au mois d’octobre. Le trésor de Gaveston fut alors remis au roi.

## L'ultime année
Le roi Édouard préparait une nouvelle campagne d'invasion de l’Écosse pour 1314. Mais plusieurs des grands d'Angleterre, faute de consultation du Parlement par la Couronne, refusèrent de se joindre à l'appel de leur monarque et Percy, sans doute, les imita, car aucune source ne fait état de sa présence à Bannockburn : il serait donc demeuré en poste à Alnwick, en cas de raids écossais ; son compagnon Robert de Clifford, lui, périt au combat. Quelques jours après la défaite, Percy fut rappelé à Newcastle pour mettre en défense les marches nord de l’Angleterre contre une invasion ; mais Robert Bruce n'envoya que quelques escadrons pour rançonner les comtés du nord. Percy mourut quelques mois plus tard, dans la première quinzaine d’octobre 1314, de cause inconnue.